# Гришко Вероніка Ігорівна
Вероні́ка І́горівна Гришко́ (нар. 2000) — українська плавчиня-синхроністка.

## З життєпису
На Чемпіонаті світу з водних видів спорту у липні 2019 року в програмі хайлайт команда задобула золоті нагороди — Марина Алексіїва, Владислава Алексіїва, Валерія Апрелєва, Вероніка Гришко, Олександра Коваленко, Яна Наріжна, Катерина Резнік, Анастасія Савчук, Аліна Шинкаренко, Єлизавета Яхно.

## Державні нагороди
- Медаль «За працю і звитягу» (7 вересня 2023) — За досягнення високих спортивних результатів на ІІІ Європейських іграх у м.Кракові (Республіка Польща), виявлені самовідданість та волю до перемоги, піднесення міжнародного авторитету України.[1]